# Жалтырколь (Акмолинская область)
Жалтырколь (каз. Жалтыркөл, до 2007 г. - Мартыновка) — село в Аршалынском районе Акмолинской области Казахстана. Входит в состав сельского округа Жибек Жолы. Код КАТО — 113433200.

## География
Село расположено возле одноимённого озёра, в западной части района, на расстоянии примерно 30 километров (по прямой) к северо-западу от административного центра района — посёлка Аршалы, в 11 километрах к югу от административного центра сельского округа — села Жибек Жолы.
Абсолютная высота — 377 метров над уровнем моря.
Климат холодно-умеренный, с хорошей влажностью. Среднегодовая температура воздуха отрицательная и составляет около -4,1°С. Среднемесячная температура воздуха в июле достигает +20,4°С. Среднемесячная температура января составляет около -14,4°С. Среднегодовое количество осадков составляет около 420 мм. Основная часть осадков выпадает в период с июня по июль.
Ближайшие населённые пункты: разъезд 42 — на северо-востоке, станция Бабатай — на юго-востоке, село Жибек Жолы — на севере, село Волгодоновка — на востоке.
Восточнее села проходит автодорога республиканского значения — М-36 «Граница РФ (на Екатеринбург) — Алматы, через города Костанай, Астана, Караганда»   

## Население
В 1989 году население села составляло 452 человек (из них русские — 32%, казахи — 26%, немцы — 32%).
В 1999 году население села составляло 406 человек (196 мужчин и 210 женщин). По данным переписи 2009 года, в селе проживали 593 человека (290 мужчин и 303 женщины).
| Численность населения | Численность населения | Численность населения |
| 1989                  | 1999                  | 2009                  |
| --------------------- | --------------------- | --------------------- |
| 452                   | ↘406                  | ↗593                  |

## Улицы[6]
| - ул. Айтеке би - ул. Алимхана Ермекова - ул. Алихана Бокейханова - ул. Амины Омирзаковой - ул. Амре Кашаубаева - ул. Бабаш Бабашева - ул. Богенбай батыра - ул. Динмухаммеда Кунаева - ул. Жагалау - ул. Жакыпа Акпаева - ул. Жангельдин - ул. Желтоксан - ул. Ильяса Есенберлина | - ул. Иманжусип - ул. Кабанбай батыра - ул. Казыбек би - ул. Каныша Сатпаева - ул. Карасу - ул. Касыма Аманжолова - ул. Каукена Кенжетаева - ул. Магжана Жумабаева - ул. Майлин - ул. Мукагали Макатева - ул. Нуркена Абдирова - ул. Нурмухана Жантурина | - ул. Окжетпес - ул. Райымбек батыра - ул. Сана би - ул. Сокпакбаева - ул. Толе би - ул. Торайгырова - ул. Турара Рыскулова - ул. Ташенова - ул. Хантанири - ул. Шакарима Кудайбердиева - ул. Шакена Айманова |

Всего — 37 улиц.